# Храм Георгия Победоносца (Коксаек)
Храм Великомученика Георгия Победоносца — приходской православный храм в селе Коксаек (ранее — Георгиевка) Толебийского района Туркестанской области (Казахстан). Относится к Чимкентской епархии Казахстанского митрополичего округа Русской православной церкви. Входит в список памятников истории и культуры местного значения Туркестанской области.

## История
Храм построен в 1882 году на пожертвования прихожан. Закрыт в советское время, после чего помещение использовали различные учреждения.
В 1991 году по решению Правительства Казахстана здание возвращено Русской православной церкви и было повторно открыто для прихожан. Силами предпринимателей из города Шымкента были восстановлены фасад, купол и колокол.
В 2002 году была закончена реставрация и храм был освящён епископом Елевферием во имя великомученика Георгия Победоносца.

## Описание
Четверик храма из светло-розового кирпича перекрыт куполом; с восточной стороны к нему примыкает трёхчастный алтарь с гранёными апсидами, с западной — трапезная и звонница над входом. Входы в храм и трапезную оформлены порталами. Декоративность фасадов подчёркнута удлинёнными арочными окнами с килевидными сандриками и рустованными наличниками.
Рядом с храмом протекает источник, вода из которого используется для крещения. По мнению прихожан, она обладает лечебными свойствами — для исцеления нужно погрузиться в него с головой 3 раза.